# Grays Bay
Grays Bay är en vik i Kanada.   Den ligger i territoriet Nunavut, i den centrala delen av landet, 3 200 km nordväst om huvudstaden Ottawa.
Trakten runt Grays Bay består i huvudsak av gräsmarker. Trakten runt Grays Bay är nära nog obefolkad, med mindre än två invånare per kvadratkilometer.